# Igor
Igor – zaimportowane z Rosji imię męskie pochodzenia skandynawskiego, wywodzące się z pierwotnego Ingwar (Ingvarr). Imię to jest złożone z członów: Ing-, prawdopodobnie pochodzącego od imienia jednego z bogów germańskich, oraz -war, pochodzącego najprawdopodobniej od staro-wysoko-niemieckiego słowa wart – stróż, pasterz. Imię to nosił wielki książę kijowski i czernihowski z XII wieku św. Igor, którego wspomina się 5 czerwca. Na Rusi Kijowskiej stanowi ślad obecności wikińskiej. W Polsce odbierane jako typowo „wschodnie”. 
Wśród imion nadawanych nowo narodzonym dzieciom, Igor w 2017 r. zajmował 17. miejsce w grupie imion męskich. W całej populacji Polaków Igor zajmował w 2017 r. 75. miejsce (65 606 nadań). Ukraiński odpowiednik tego imienia to Ihor, a białoruski – Ihar. Liczba nadań imienia w Polsce wzrosła w XXI wieku. W styczniu 2025 r. w rejestrze PESEL wykazano 94 594 mężczyzn o imieniu Igor nadanym jako imię pierwsze.
Zdrobnienia: Igorek, Iguś. Forma żeńska: Igora.
Igor imieniny obchodzi 5 czerwca, jako wspomnienie św. Igora. Spotyka się również niekiedy daty 1 i 5 października, niezwiązane z żadnym konkretnym świętym lub wydarzeniem.

## Imię Igor w innych językach[9]
- łacina – Ingvarus,
- angielski – Igor,
- czeski – Igor,
- francuski – Igor,
- hiszpański – Ingvar, Ivar, Igor,
- niemieckl – Ingwar, Ingvar, Ivar,
- rosyjski – Igor'
- słowacki – Igor,
- słoweński – Igor,
- włoski – Igor.

## Mężczyźni noszący imię Igor
- Igor Akinfiejew
- Ihor Biełanow
- Igor Błachut
- Igor Bondarewski
- Igor Cavalera
- Igor Dobrowolski
- Igor Herbut
- Igor Janke
- Igor Jankowski
- Igor Kwiatkowski
- Igor Lewczuk
- Igor Newerly
- Ihor Pawluk
- Igor Priesniakow
- Igor Rurykowicz – władca Rusi Kijowskiej
- Igor Sikirycki
- Igor Sikorski
- Igor Smirnow
- Igor Strawinski
- Igor Sypniewski
- Igor Śmiałowski
- Igor Tamm
- Igor Wójcik
- Igor Yudin
- Ihor Biełanow
- Ihor Turczyn
- Ihor Kołomojski
- Ihor Łeonow
- Ihor Woźniak
- Ihor Branowycki
- Ihor Mitiukow
- Ihor Kutiepow
- Ihor Łuczkewycz
- Ihor Czupryna
- Ihor Mihałewski
- Ihor Łewczenko
- Ihor Syłantjew
- Ihor Chudobjak
- Ihor Czajkowski
- Ihor Kłymowski
- Ihor Pawluk
- Ihor Matwijenko.